# Fallen Astronaut

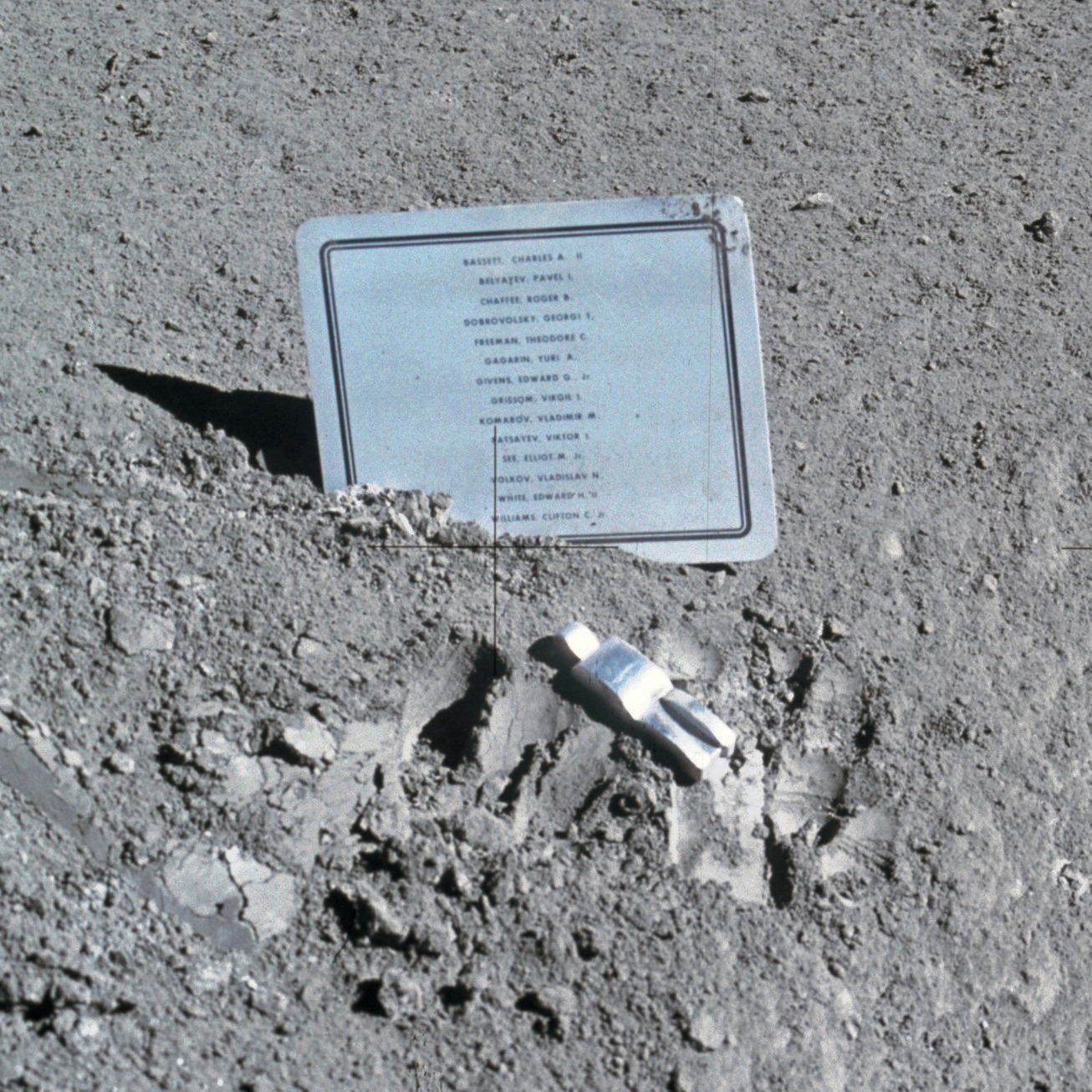
Fallen Astronaut op de maan

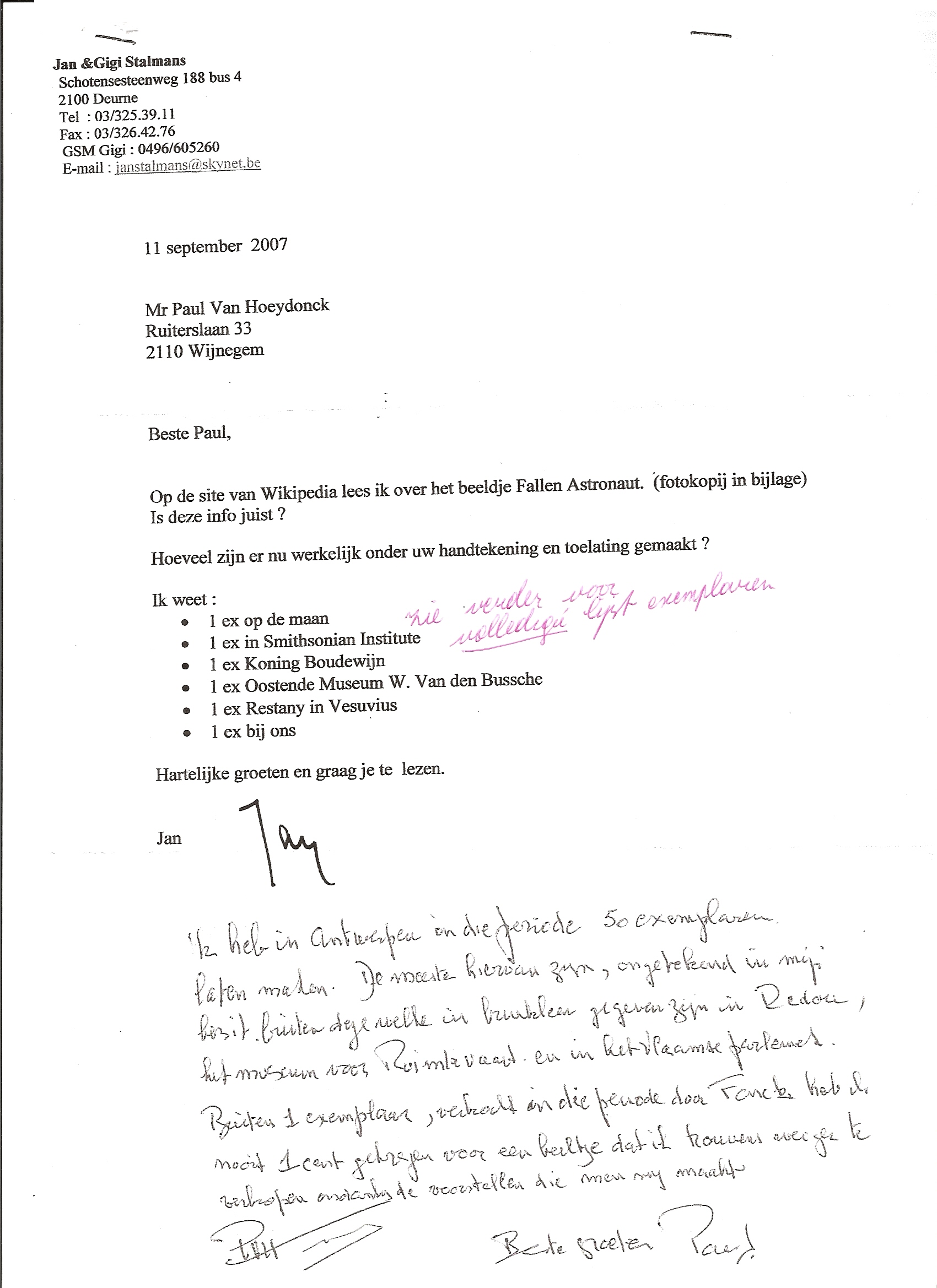
Een brief geschreven door Jan Stalmans aan Paul Van Hoeydonck, die hem terugstuurde met zijn antwoord

Fallen Astronaut (Gevallen ruimtevaarder) is een aluminium beeldje van een astronaut van 8,5 cm gemaakt door de Belgische kunstenaar Paul Van Hoeydonck. Het was het eerste kunstobject dat op de maan werd geplaatst. Op 2 augustus 1971 plaatste David Scott op het einde van de laatste ruimtewandeling van de Apollo 15 missie een gedenkplaat op de maan. Deze bevat de veertien namen van al de toen bekende omgekomen astronauten en kosmonauten. Scott plaatste het beeldje ernaast in gevallen toestand.
De gedenkplaat is op de maan gekomen doordat de bemanning van de Amerikaanse Apollo 15-ruimtemissie een persoonlijk gebaar wilde maken ter ere van de Amerikaanse astronauten en Sovjet-kosmonauten die hun leven gegeven hadden voor de ontwikkeling van de verkenning van de ruimte. De toen drie recent omgekomen kosmonauten van de Sovjetmissie Sojoez 11 versterkten dit verlangen.
Volgens één lezing was het beeldje gemaakt om bij de gedenkplaat te leggen. In de documentaire The Fallen Astronaut van Frank Herrebout stelt Van Hoeydonck echter dat het initiatief van het beeldje van zijn galeriehoudster kwam, en dat hij het gemaakt heeft zonder van de gedenkplaat te weten, en in de veronderstelling verkeerde dat het rechtop geplaatst zou worden als ode aan de ruimtevaart. Via via zou contact gelegd zijn met Scott, met het verzoek het mee te nemen. Die zou het in zijn personal preference kit doen, dus niet meenemen namens NASA.

## Voorwaarden en uitwerking
Van Hoeydonck kreeg een aantal ontwerprichtlijnen van David Scott. Het beeldje diende licht en stevig te zijn en de extreme temperatuurverschillen op de maan kunnen weerstaan. Ook diende het beeldje geslachtloos te zijn noch lijken te behoren tot een bepaalde etnische groep. Omdat David Scott geen commercialisering van de ruimte wou zou de naam van Paul Van Hoeydonck niet publiek gemaakt worden.

## Lijst van namen op de gedenkplaat
- Theodore Freeman (31 oktober 1964, vliegtuigongeluk)
- Charles Bassett (28 februari 1966, vliegtuigongeluk)
- Elliott See (28 februari 1966, vliegtuigongeluk)
- Gus Grissom (27 januari 1967, brand in Apollo 1)
- Roger Chaffee (27 januari 1967, brand in Apollo 1)
- Edward White (27 januari 1967, brand in Apollo 1)
- Vladimir Komarov (24 april 1967, parachute faalde bij terugkomst)
- Edward Givens (6 juni 1967 auto-ongeluk)
- Clifton Williams (5 oktober 1967, vliegtuigongeluk)
- Joeri Gagarin (27 maart 1968, vliegtuigongeluk)
- Pavel Beljajev (10 januari 1970, ziekte)
- Georgi Dobrovolski (30 juni 1971, drukverlies in cabine bij terugkomst)
- Viktor Patsayev (30 juni 1971, drukverlies in cabine bij terugkomst)
- Vladislav Volkov (30 juni 1971, drukverlies in cabine bij terugkomst)

De namen van de toen ook reeds overleden kosmonauten Valentin Bondarenko en Grigory Nelyubov zijn niet opgenomen omdat hun overlijden niet was vrijgegeven door de Sovjet autoriteiten.

## Terug op aarde
Het was pas tijdens de persconferentie na de missie dat de bemanning publiek maakte en lieten zien dat ze de gedenkplaat met het beeldje op de maan hadden achtergelaten. Zoals was afgesproken werd de naam van de kunstenaar geheimgehouden.
In november 1972 liet het Smithsonian Institution te Washington weten dat het graag een replica zou hebben van het beeldje en de gedenkplaat. De bemanning stemde hiermee in onder voorwaarde dat het zou geplaatst worden in het museum op een waardige wijze en zonder reclame ervoor. David Scott regelde het met Paul Van Hoeydonck om voor de kopie van de Fallen Astronaut te zorgen. Zelf zorgde hij voor de gedenkplaat. Sinds april 1972 heeft het Smithsonian Institution de replica's in haar bezit. Deze zijn aldaar te bezichtigen.

## Negatief imago
In 1972 werd aangekondigd dat 950 replica's van de Fallen Astronaut verkocht gingen worden in de Waddell Gallery in New York voor $750 per stuk. Achter het plan zat Van Hoeydonck, ondanks de afspraak met de bemanning van de Apollo 15 dat het beeldje niet commercieel gebruikt mocht worden. Op deze geplande verkoop kwam een negatieve reactie van David Scott.
Na de negatieve reactie trok Paul Van Hoeydonck zijn toestemming in voor de reproductie en verkoop van de beeldjes.
Ondanks dat de verkoop nooit is doorgegaan bleef de vermeende verkoop van de replica's Paul Van Hoeydonck achtervolgen.
Naar aanleiding van een vermelding in de Engelstalige versie van de encyclopedie Wikipedia waarin beweerd werd dat Paul Van Hoeydonck wel degelijk 950 beeldjes van de gevallen astronaut verkocht had schreef hij in september 2007 een brief. Hierin verklaarde hij dat er in totaal slechts 50 replica's gemaakt zijn met zijn toestemming. Slecht één exemplaar heeft hij ooit verkocht en de meeste van de 50 stuks zijn nog steeds in zijn bezit.

## Locatie van de beeldjes
Van de Fallen Astronaut zijn officieel 50 stuks gemaakt. De meeste hiervan zijn ongesigneerd in het bezit van de kunstenaar zelf.
Hieronder een overzicht van waar de verspreide beeldjes zich bevinden of bevonden zo ver geweten;
- 1 exemplaar: op de maan, aldaar achtergelaten door David Scott tijdens de Apollo 15 missie.
- 1 exemplaar: National Air and Space Museum te Washington D.C., Verenigde Staten.[5]
- 3 exemplaren: de 3 astronauten van Apollo 15, David Scott, James Irwin en Al Worden kregen er elk een van Paul Van Hoeydonck.[6]
- 1 exemplaar: gegeven aan Boudewijn van België.[5]
- 1 exemplaar: werd door Pierre Restany en Paul Van Hoeydonck in de Vesuvius gegooid en dus vernietigd.[5]
- 1 exemplaar: Memorial Museum of Cosmonautics te Moskou, Rusland.[5]
- 1 exemplaar: Provinciaal Museum voor Moderne Kunst te Oostende, België.[5]
- 1 exemplaar: verkocht door de Richard Foncke Gallery te Gent. Het enige exemplaar dat ooit verkocht werd.[4]
- 1 exemplaar: Euro Space Center te Redu, België. In bruikleen.[4]
- 1 exemplaar: Vlaams Parlement te Brussel, België. In bruikleen.[4]
- 1 exemplaar: familie Stalmans te Deurne, België[6]
- 1 exemplaar: Lieu d’Art et Action Contemporaine de Dunkerque te Duinkerke, Frankrijk. 40x vergroot.[7]
- 1 exemplaar: Museum op Schaal 1/7 te Antwerpen, België.